# Ala-Kitka
Der Ala-Kitka ist ein See in der finnischen Landschaft Nordösterbotten.
Der 48,5 km² große See liegt auf einer Höhe von 240,4 m und befindet sich in der Gemeinde Kuusamo. Zusammen mit dem südlich gelegenen Yli-Kitka bildet er das Seensystem Kitkajärvi. Über den Sund Kilkilösalmi erhält der Ala-Kitka das Wasser des Yli-Kitka. Am Nordufer des Ala-Kitka verlässt der Kitkajoki den See.